# Radio-Musée Galletti
Le Radio-Musée Galletti est un musée consacré à l'ingénieur italien,  Roberto Galletti, pionnier de la télégraphie sans fil, fondé en 1987 et situé à Saint-Maurice-de-Rotherens dans le département de la Savoie et la région Auvergne-Rhône-Alpes.

## Localisation
Le musée est situé route Galletti, en plein cœur du bourg de Saint-Maurice-de-Rotherens, dans un bâtiment mitoyen à la mairie. Cette rue correspond à la route départementale 42 (RD 42) qui relie La Chapelle-Saint-Martin à la commune de Gresin dans le nord du département de la Savoie, dans le canton de Bugey savoyard.

## Historique
Le Radio-Musée Galletti retrace la vie et l’œuvre de Roberto Clemens Galletti di Cadilhac, plus connue sous le nom de Roberto Galletti, ingénieur italien et  pionnier de la TSF qui installa, à partir de 1912, une des plus puissantes stations du monde permettant de communiquer avec les États-Unis et la Russie.
C'est à la suite du don de ses archives par Gladys Muzzarelli, nièce de Roberto Galletti, effectué en 1973 que vint l’idée d'implanter un musée en sa mémoire sur le territoire de cette commune savoyarde.
Le lieu où est implanté le musée se situe à proximité de son ancienne station de Champagneux et de son antenne-harpe de dix fils de cuivre de plusieurs centaines de mètres tendus depuis la vallée jusqu'au sommet de la falaise de Saint-Maurice-de-Rotherens.

## Description
Ce musée à vocation scientifique et ludique, évoque d'une part l'histoire des communications grâce à une importante collection d’anciens postes radiophoniques, de téléphones et d’affiches et d'autre part la vie de pionnier des communications que fut Roberto Galletti. Celui-ci, installé dans un ancien presbytère, est géré par une association locale.
En sortant du musée, le visiteur peut découvrir un sentier balisé qui le conduit au  « site des fils » où il peut découvrir les dix poteaux de l'« antenne-harpe » conçu par l'ingénieur italien.

## Spectacles et animations
Créé en 2012 et ayant accueilli plus  de 1 000 spectateurs en cinq  représentations, le spectacle « 100 ans de Radio Spectacle Déambulatoire » a été renouvelé en 2013. Ce spectacle est organisé sur le plateau de Saint-Maurice de Rotherens.
Tous les deux ans, l'association du Radio-Musée organise un rassemblement des amateurs de radio T.S.F avec l'association des radioamateurs de Savoie .

Les 14 et 15 octobre 2017, à l'occasion de la fête de la science, l'association qui gère le musée organise une exposition dénommée « Galletti dans l'ombre Marconi dans la lumière » qui permet d'évoquer les travaux de l'ingénieur italien installé en Savoie. La plaquette de présentation donne le ton: 
«  Être capable de communiquer à travers les continents ou par-dessus les océans pour relier les hommes c’était une idée lumineuse. Mais cette aventure qui aurait pu changer la face du monde dès 1914 s’est éteinte dans les boyaux de la première guerre mondiale…  »
 Le 10 juillet 2021, à l'occasion du Centenaire de la Radio grand public en France, le pianiste international Pascal Gallet donne un concert exceptionnel, sous l'orage, au belvédère des Fils. Accompagné du conteur Gérard Desnoyers, il illustre l'histoire du pionnier de la T.S.F. par un florilège de musiques italiennes, françaises, russes et américaines.